# Motaain (Osttasifeto)
Motaain (Mota’ain) (tetum für „Flussmündung“) ist ein Ort im Nordosten des indonesischen Westtimors an der Timorsee. Er liegt in der Desa Silawan (Distrikt Osttasifeto, Regierungsbezirk Belu, Provinz Ost-Nusa Tenggara).

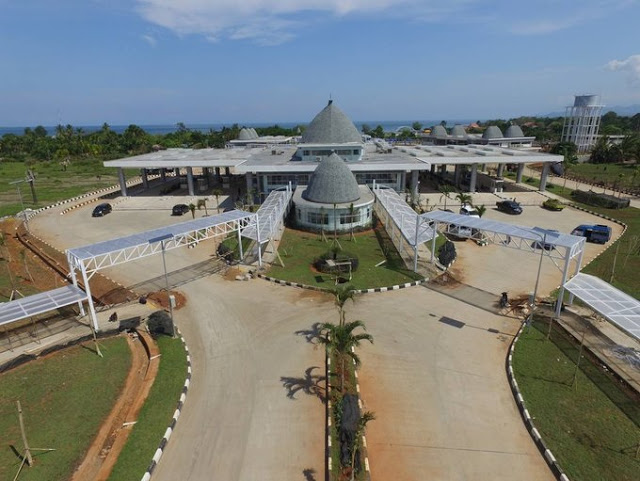
Der 2015 eröffnete Grenzterminal auf der indonesischen Seite

Im Ort befindet sich der Grenzübergang zum Nachbarstaat Osttimor, auf dessen Seite die Siedlung ebenfalls Motaain heißt.